# Гея (кратер)
Ге́я (англ. Gaea) — метеоритний кратер на Амальтеї – супутнику Юпітера. Близько 80 км у поперечнику й завглибшки від 10 до 20 км, він розташований біля південного полюсу. Його назву затверджено МАСом на честь грецької богині Геї. 